# Liste der Naturdenkmale der Gemeinde Großharthau
Die Liste der Naturdenkmale der Gemeinde Großharthau enthält sämtliche Naturdenkmale der sächsischen Gemeinde Großharthau, die bis 1998 erfasst wurden.

## Definition
„Naturdenkmäler sind rechtsverbindlich festgesetzte Einzelschöpfungen der Natur oder entsprechende Flächen bis zu fünf Hektar, deren besonderer Schutz erforderlich ist
1. aus wissenschaftlichen, naturgeschichtlichen oder landeskundlichen Gründen oder
2. wegen ihrer Seltenheit, Eigenart oder Schönheit.“

„§ 18 – Naturdenkmäler – (zu § 28 BNatSchG)
(1) Die Erklärung nach § 22 Abs. 1 BNatSchG von Teilen von Natur und Landschaft als Naturdenkmal erfolgt durch Rechtsverordnung oder Einzelanordnung.
(2) Über § 28 Abs. 1 BNatSchG hinaus können Naturdenkmäler zur Sicherung von Lebensgemeinschaften oder Lebensstätten von im Bestand gefährdeten oder streng geschützten Arten festgesetzt werden.“

## Liste
Diese Auflistung unterscheidet zwischen Flächennaturdenkmalen (FND) mit einer Fläche bis zu 5 ha (bei Verordnung nach DDR-Recht auch mehr) und Einzel-Naturdenkmalen (ND).
Link zu einem Kartenansichtstool, um Koordinaten zu setzen.
| Bild                                    | Bezeichnung                                          | Lage                                                | Beschreibung                                                                  | Datum                                                    | Nummer  |
| --------------------------------------- | ---------------------------------------------------- | --------------------------------------------------- | ----------------------------------------------------------------------------- | -------------------------------------------------------- | ------- |
| BW                                      | Gehölzstreifen links der Straße Bühlau-Kleindrebnitz | Bühlau Am Bühlbach (51° 4′ 55,6″ N, 14° 6′ 45,4″ O) | FND                                                                           | B-Nr. 281-57/86                                          | 188     |
| BW                                      | Wesenitztümpel zwischen Bühlau und Schmiedefeld      | Schmiedefeld (51° 5′ 11,6″ N, 14° 5′ 23,6″ O)       | FND                                                                           | B-Nr. 281-57/86                                          | 200     |
| BW                                      | Hanggehölz nördlich der ehem. Arnoldsmühle           | Schmiedefeld (51° 5′ 10,3″ N, 14° 5′ 12,3″ O)       | FND                                                                           | B-Nr. 281-57/86                                          | 201     |
| mehr Fotos \| Fotos hochladen           | Popeldammteich/Schwarze Röder (Süd)                  | Großharthau (51° 7′ 5,4″ N, 14° 5′ 4,9″ O)          | FND                                                                           | B-Nr. 64-18/90                                           | 212     |
| BW                                      | Lauterbach – Ortsausgang bis Mündung Wesenitz        | Bühlau (51° 4′ 26,8″ N, 14° 5′ 32,6″ O)             | FND                                                                           | Beschl.-Nr. 281-57/86 d. RdK Bischofswerda v. 08.05.1986 | SSZ 063 |
| Direkt Bild zu diesem Denkmal hochladen | Linde                                                | Bühlau an der Straße von Lauterbach nach Bühlau ()  | (nicht im Geoportal des Landkreises markiert, eventuell nicht mehr vorhanden) |                                                          | 254     |
| BW                                      | Waldrest auf dem Gickelsberg                         | Großharthau (51° 7′ 12″ N, 14° 5′ 52,3″ O)          | FND. Inselbiotop inmitten einer großen Ackerfläche                            |                                                          | 383     |

## Nachweise
1. ↑  Auszug aus der „Liste der (Flächen-)Naturdenkmale (FND, ND) im Landkreis Bautzen“, Stand 31. Dezember 1998